# Ptychamalia gerana
Ptychamalia gerana là một loài bướm đêm trong họ Geometridae.